# Michael Spleth

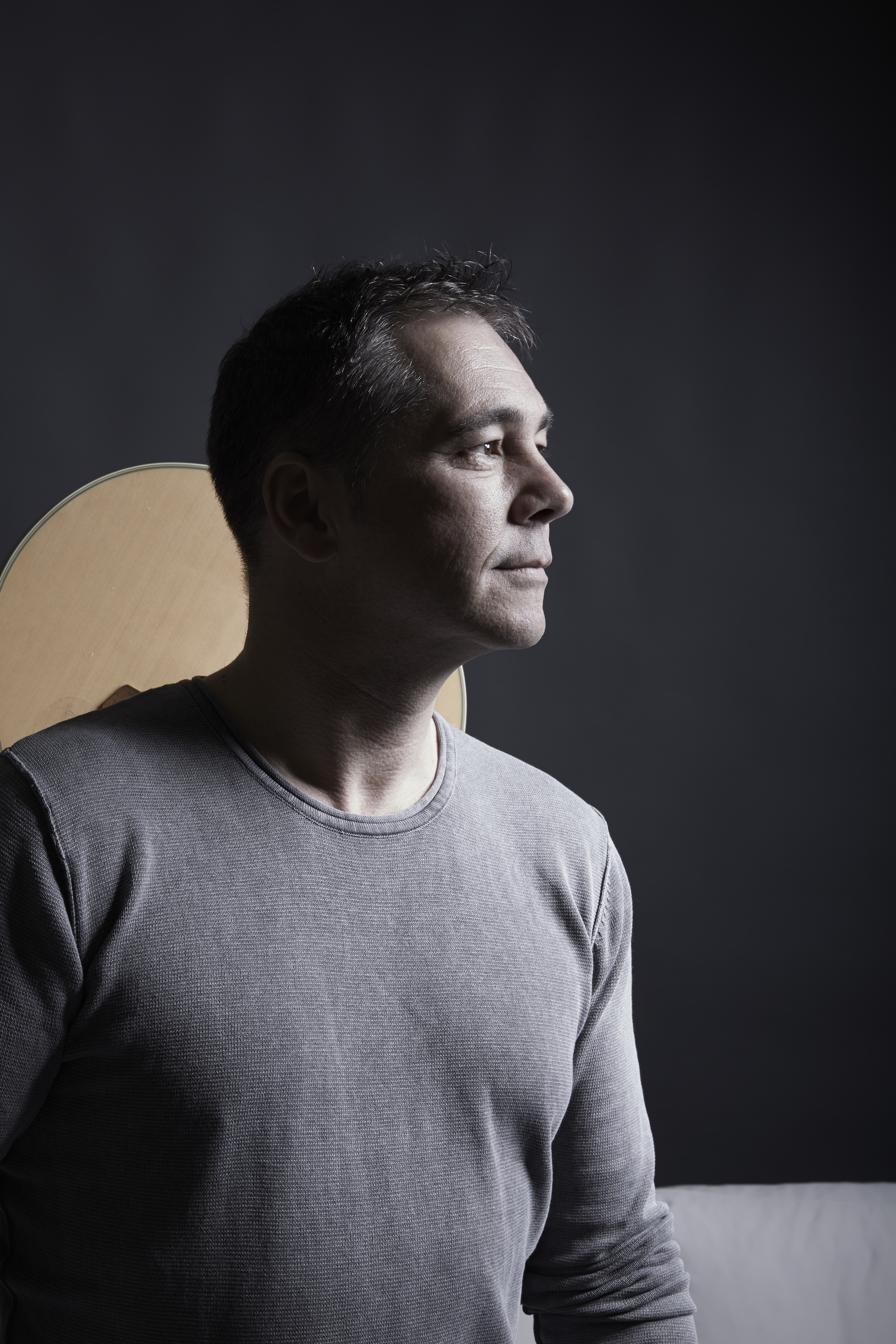
Michael Spleth

Michael Spleth (* 31. Oktober 1967 in Cuxhaven) ist ein deutscher Hörfunkmoderator, Sprecher und Musiker.

## Werdegang

### Radio
Er begann 1988 beim Bürgerradio in Stuttgart und wechselte am 8. Januar 1990 zu SWF3 nach Baden-Baden. Bis 1993 war er für das Sounddesign des Senders verantwortlich, außerdem entwickelte er einige Comic-Serien u. a. die Figur „Robert the Hero“ in Anlehnung an Robert De Niro.
Seit 1993 moderierte er regelmäßig verschiedene SWF3-Sendungen und produzierte den „Mack'n'Roll-Song“, in dem neben ihm Anke Engelke sang. Der Titel lief jeden Freitag etwa um 15:30 Uhr und läutete damit die Musikwunschsendung SWF3-Mack and Roll ein.
Nach der Fusion von SDR und SWF zum SWR moderierte Michael Spleth regelmäßig die Nachmittagssendung SWR3-HitHop.
Heute ist Michael Spleth überwiegend als Moderator am Abend in den Sendungen SWR3-Play und SWR3-Sounds zu hören. Gelegentlich moderiert er zudem die ARD-Popnacht sowie am Wochenende die Frühsendung SWR3-Fit.

### Fernsehen
Im Fernsehen hatte Michael Spleth 1999 u. a. Auftritte als Backstage-Moderator bei der RTL2-Musiksendung The Dome.
In der Fernsehsendung Verstehen Sie Spaß? war er 2012/2013 u. a. als Lockvogel unterwegs. Neben seiner Moderatorentätigkeit arbeitet er als Sprecher für diverse TV-Dokumentationen.

### Als Musiker
Michael Spleth ist Komponist und Texter des Titels Knusper Knusper Knäuschen von Schlagersänger Hansi Süssenbach.
Für den Fußballverein Stuttgarter Kickers nahm er 2009 den Titel „Stuttgart deine Seele“ auf und veröffentlichte 2010 ein eigenes deutschsprachiges Album (Spleth – Das letzte Album – Teil 1).
Zur Frauenfußball-WM 2011 wurde der Titel Meine Frau ist Fußballprofi veröffentlicht. Seit 2016 ist er regelmäßig mit seinem Acoustic-Projekt live zu sehen.